# New Catalogue of Suspected Variable Stars
Il New Catalogue of Suspected Variable Stars è un catalogo astronomico che contiene 14.811 stelle che, sebbene siano delle sospette variabili, non hanno ricevuto una nomenclatura apposita prima del 1980. Il catalogo è stato pubblicato nel 1982.